# هوخه‌زاند-ساپه‌میر
هوخه‌زاند-ساپه‌میر (به هلندی: Hoogezand-Sappemeer) یک شهرستان در هلند است که در خرونینگن واقع شده‌است. هوخه‌زاند-ساپه‌میر ۲ متر بالاتر از سطح دریا واقع شده‌است.